# Hadj Mechri
Hadj Mechri è un comune dell'Algeria, situato nella provincia di Laghouat.